# Усталев, Ченбас
Ченба́с Уста́лев (Устале́ев; до 1590, Кужендей — после 1628) — мордовский землевладелец.

## Биография
Родился в деревне Кужендей Ирженского стана не позднее 1590 года в мордовской семье. За службу царю Василию Шуйскому получил жалованную грамоту на землю «меж вершинами Большой и Малой Ломови на Учеватовых становищах» и освобождение от оброка на землю и бортничество. На земле Усталева в 1619 году было основано селение Ченбасов починок, куда переселилось некоторое количество мордвинов из Кужендея. Позднее брат Ченбаса перешёл в православие, приняв христианское имя Кузьма — на основании факта крещения он отспорил у остававшегося язычником брата семейную землю. Жители покинули Ченбасов починок, который уже в переписи 1628 года именуется «пустошью». Точное расположение починка неизвестно — местные краеведы предполагают, что он мог находиться в районе села Александровки современного Ардатовского района на берегу реки Ломови — примерно в 18—19 км к юго-западу от Ардатова.